# ۱۰۸۶ (خورشیدی)
۱۰۸۶ هزار و هشتاد و ششمین سال هجری خورشیدی است.